# Robert Stephenson
Robert Stephenson, född 16 oktober 1803 i Willington Quay vid Newcastle upon Tyne, död 12 oktober 1859 i London, var en brittisk ingenjör. Han var son till George Stephenson. 

## Biografi
Stephenson praktiserade i tre år vid kolgruvorna i Killingworth, innan han 1822 kom till universitetet i Edinburgh. Efter att 1824-27 ha varit ledare av ett brittiskt gruvbolags arbeten i Colombia biträdde han sin far vid konstruktionen av bland annat ångloket "Rocket", där han genomförde väsentliga förbättringar. Han erhöll därjämte i uppdrag att bygga flera järnvägslinjer. 
Sitt egentliga rykte förvärvade Stephenson dock genom användning av rör- eller tunnelsystemet vid brobyggnader, av vilka de förnämsta är broarna vid Newcastle-on-Tyne (High Level Bridge) och vid Conwy, den berömda Britannia Bridge över Menaisundet, mellan Wales och Anglesey, och bron över Saint Lawrencefloden vid Montréal. Såväl utomlands som i Storbritannien betraktade man honom som den förnämste auktoriteten i järnvägsfrågor. Han invaldes i brittiska underhuset 1847, men tog föga del i det politiska livet. Han är begravd i Westminster Abbey.